# Чемпионат мира по дзюдо 1969
Чемпионат мира по дзюдо 1969 года прошёл с 23 по 25 октября в Мехико (Мексика). Соревнования проходили только среди мужчин.

## Общий медальный зачёт
| Место | Страна           | Золото | Серебро | Бронза | Всего |
| ----- | ---------------- | ------ | ------- | ------ | ----- |
| 1     | Япония           | 6      | 3       | 3      | 12    |
| 2     | Германия         | 0      | 2       | 0      | 2     |
| 3     | Нидерланды       | 0      | 1       | 2      | 3     |
| 4     | СССР             | 0      | 0       | 4      | 4     |
| 5     | Республика Корея | 0      | 0       | 3      | 3     |

## Медалисты
| Весовая категория    | Золото            | Серебро         | Бронза                             |
| -------------------- | ----------------- | --------------- | ---------------------------------- |
| До 63 кг             | Ёсио Сонода       | Тоёкадзу Номура | Ким Сан Чхоль Сергей Суслин        |
| До 70 кг             | Хироси Минатоя    | Ёсимицу Коно    | Давид Рудман Ким Чиль Бок          |
| До 80 кг             | Исаму Сонода      | Кацуя Хирао     | О Сын Нип Мартин Поглайен          |
| До 93 кг             | Фумио Сасахара    | Петер Херрман   | Томоюки Кавабата Владимир Покатаев |
| Свыше 93 кг          | Сюдзи Сума        | Клаус Глан      | Гиви Онашвили Мицуо Мацунага       |
| Абсолютная категория | Масатоси Синомаки | Виллем Рюска    | Эрнст Эугустер Нобуюки Сато        |